# Kupljenik
Kupljenik (IPA: [kuˈpljeːnik]) è un insediamento (naselje) del Comune di Bled nella regione statistica dell'Alta Carniola in Slovenia.
La chiesa del villaggio è dedicata a Stefano protomartire.